# Hubert Weber (Künstler, 1908)
Hubert Weber (* 28. Februar 1908 in Genf; † 19. Februar 1944 in Valeyres-sous-Rances, heimatberechtigt in Zielebach) war ein Schweizer Maler. Sein Werk umfasst impressionistische Landschaftsbilder, Aquarelle, Stillleben, Porträts und Zeichnungen.

## Leben und Werk
Hubert Weber wuchs in Genf auf und besuchte von 1924 bis 1928 die Kunstschule in Genf. Von 1928 bis 1931 studierte er in Paris  an der Académie de la Grande Chaumière, an der Académie Ranson, an der Académie Julian und an der Académie Lhote von André Lhote.
Anschliessend unternahm er eine Studienreise nach Marokko und begleitete als talentierter Zeichner Expeditionen von Naturforschern und Geografen bis an den Viktoriasee. Weitere Reisen führten ihn nach Kairo und Palästina. Wieder in Europa besuchte Weber zu Studienzwecken die Bretagne, Antwerpen, Amsterdam, Florenz und Rom.
Von 1933 bis 1940 lebte Weber in Bern. In Rom lernte er 1938 die Künstlerin Ilse, geborene Zubler, kennen. Das Paar heiratete 1940. 1941 kam ihre gemeinsame Tochter zur Welt. Im gleichen Jahr zog die Familie nach Baden.
Weber war Mitglied der GSMBA und stellte seine Werke in Genf, Bern, Zürich, Aarau und Paris aus. Zudem schuf er Wandmalereien für das Restaurant «Goldener Löwe» und für das «Hotel Schiff» in Zürich. 1943 schuf er ein Sgraffito im Treppenhaus der Direktion des Departements des Innern in Aarau.
Weber verstarb während des Militärdienst an den Folge einer Embolie.